# 翁英作戦
翁英作戦（おうえいさくせん）とは、日中戦争（支那事変）中の1939年（昭和14年）12月24日から翌年1月14日まで広東省で行われた日本陸軍の作戦である。日本軍第21軍が広州北方の翁源、英徳まで進攻し、所在の中国軍に打撃を与えて反転した。

## 概要
1938年（昭和13年）秋の広東作戦後、日本軍（第21軍）の占領地域は広州周辺のごく狭い範囲に限られていた。しかし、1939年（昭和14年）8月下旬に中国軍第12集団軍（長：余漢謀）の夏季攻勢を受けて防戦を強いられたことにより、日本軍は広東北方の余漢謀軍を壊滅させる必要性からその根拠地・韶州への進攻作戦を計画した。
またこの作戦には、汪兆銘を利用した第4戦区軍（張発奎指揮下の広東軍）の切り崩し工作で、華南における新政権を樹立して重慶政府を倒そうとする期待が込められていた。この工作により11月には第4戦区参謀副長が投降したが、その後の進展は見られなくなった。こうして当初の望みが少なくなると、作戦のねらいも余漢謀軍を攻撃することだけに縮小していった。しかし、すでに大本営からの作戦許可と膨大な兵站物資を与えられ、新たに近衛混成旅団を編入されていたこともあり、作戦が実行されることになった。
11月20日、作戦準備として第104師団の西山支隊（歩兵第107旅団長：西山福太郎少将）が粤漢線沿いを北上して鉄道工兵が線路を補修・敷設するとともに、中国軍をこの方面へ牽制させた（この隙に第21軍主力が右翼方面から進んで翁源を攻略するため）。たまたま冬季攻勢を発動した中国軍は、12月17日から3個師で西山支隊に攻撃を仕掛けてきたが、支隊はその撃退に成功した。第104師団主力、第18師団、近衛混成旅団は12月20日までに攻勢開始位置へ集結した。
しかしこの日（12月20日）、南寧方面（広西省）の戦況が悪くなると、第21軍はこの作戦規模を縮小して戦力を南寧方面へ転用することに決定した。12月24日に攻勢が開始され作戦は順調に進展したが、作戦目標は韶州（第4戦区司令部）から翁源へ変更された。第18師団は29日に翁源を、第104師団は30日に英徳を占領して各部隊は反転を開始した。
第21軍の記録による作戦の戦果は、交戦した中国軍兵力122,930人、遺棄死体16,312体、捕虜1,196人、日本軍の損害は戦死293人、戦傷1,281人であった。
その後、黄埔に到着した近衛混成旅団と第18師団は海路欽県へ輸送され、1月下旬からの賓陽作戦に参加した。